# François Antoine Willig
François Antoine Willig est un homme politique français né le 2 mai 1774 à Hattstatt (Haut-Rhin) et décédé le 8 avril 1835 à Colmar (Haut-Rhin). Juge de paix à Herbitzheim, il est député du Haut-Rhin de 1815 à 1816, siégeant dans la majorité de la Chambre introuvable.

## Biographie
François Antoine Willig naît le 2 mai 1774 à Hattstatt. Sa mère s’appelle Marie Reine Mahon et son père, Jacques Willig, est maître de poste à Hattstatt. Sa jeunesse n’est pas connue, mais il a probablement fait des études de droit : de 1801 à 1804 il est notaire à Wintzenheim, puis juge de paix du canton de Colmar de 1804 à 1818. Élu conseiller de l’arrondissement de Colmar en 1811, il est ensuite élu député du Haut-Rhin en août 1815. Grand propriétaire foncier, il se range du côté des ultra-royalistes, avec lesquels il siège à la Chambre introuvable.
Après la dissolution de la première législature en 1816, il préfère ne pas se représenter et devient juge au tribunal de première instance de Colmar entre 1818 et 1819 et enfin conseiller à la Cour royale de Colmar à partir de 1819. Ayant poursuivit son mandat de conseiller d’arrondissement depuis 1811, il le quitte en 1822 pour siéger au conseil général du Haut-Rhin. Ses tendances ultraroyalistes entraînent la fin de sa carrière politique après la chute de Charles X et l’événement de la monarchie de Juillet.
Il meurt le 8 avril 1835 à Colmar.